# IMPERIO Lucha Libre
Imperio Lucha Libre fue una promoción de lucha libre peruana con alcance sudamericano, fundada el 2016. IMPERIO anunció su creación en octubre de 2016, y realizó su primer evento el 25 de marzo de 2017 en el Coliseo Dibos de Lima, Perú. Su primer evento fue grabado para ser transmitido por televisión por América TV, con la presencia de luchadores como Matt Hardy, Jeff Hardy, Zack Sabre Jr. Alberto Del Rio, Carlito, Chavo Guerrero Jr., Penta Zero M, Rey Fénix, entre otras estrellas de la lucha libre independiente, mexicana y sudamericana, además de luchadores peruanos.

## Eventos

### Imperio Lucha Libre
Realizado el 25 de marzo de 2017 en el Coliseo Eduardo Dibós frente a 6000 asistentes, fue el show inaugural de la empresa peruana. Los resultados fueron los siguientes:
1. Mansilla venció a Atemista, Fear y Kaiser clasificando a la lucha por el Campeonato Imperial.
2. Ariki Toa venció a Caoz, Rafael "El Virrey" de Salamanca y Kassius clasificando a la lucha por el Campeonato Imperial.
3. Primera ronda del torneo por el Campeonato Sudamericano: Zack Sabre Jr. venció a Ricky Marvin.
4. Primera ronda del torneo por el Campeonato Sudamericano: Vicente Viloni venció a Max Miller.
5. Apolo venció a TVK.
6. Primera ronda del torneo por el Campeonato Sudamericano: Reptil venció a Jhoan Stambuk.
7. Los Hardy (Jeff Hardy y Matt Hardy) vencieron a los Lucha Brothers (Penta Zero M y Rey Fénix) y a la Nueva Orden Hispana NOH (Axl y Al-Cold).
8. Primera ronda del torneo por el Campeonato Sudamericano: Matt Sydal venció a Taylor Wolf.
9. Primera ronda del torneo por el Campeonato Sudamericano: Chavo Guerrero venció a Ian Muhlig (Perú).
10. Primera ronda del torneo por el Campeonato Sudamericano: Kárcamo venció a Hades.
11. Caoz & Kaiser (Perú) vencieron a Hellspawn & Gladiator Angel (Chile), Solar Sánchez & Atemista (Chile) y a Rafael y Alejandro de Salamanca (Perú).
12. Segunda ronda del torneo por el Campeonato Sudamericano: Zack Sabre Jr. venció a Vicente Viloni.
13. Segunda ronda del torneo por el Campeonato Sudamericano: Reptil venció a Chavo Guerrero.
14. Segunda ronda del torneo por el Campeonato Sudamericano: Matty Sydal venció a Kárcamo.
15. Apocalipsis(Perú) & Coyote(Ecuador) & Rey del Aire(Perú) vencieron a Albuquerque, Fear(Chile) & Ajayu(Bolivia)
16. Final del torneo por el Campeonato Sudamericano: Reptil venció a Zack Sabre Jr. y Matt Sydal y se convirtió en el Primer Campeón Sudamericano de IMPERIO Lucha Libre.
17. Kassius venció a Piero Da Vinci.
18. Zumbi venció a Alejanadro "XL" Saez y a Bad Boy Jr.
19. Carlito venció a Alberto El Patrón, Mansilla y Ariki Toa y se convirtió en el Primer Campeón Imperial de IMPERIO Lucha Libre.

### La Resistencia
Realizado el 1 de julio de 2017 en el Colegio Nuestra Señora del Rosario frente a 600 asistentes, fue el segundo show de IMPERIO Lucha Libre. Los resultados fueron los siguientes:
1. Ian Muhlig venció a Kassius.
2. Roy se impuso frente a De la Vega.
3. Mansilla se llevó la victoria ante Alejandro “Xtra Large” Saez.
4. La Nueva Orden Hispana (Axl y Al-Cold) vencieron a Caoz y Kaiser.
5. Chuck Taylor y Piero Da Vinci derrotaron a El Virrey Rafael de Salamanca y TVK.
6. Lucha por el Campeonato Sudamericano: Reptil (retuvo su título) frente a Paul London, Bad Boy Jr. y Apocalipsis.

### Supremacía
Realizado el 17 de septiembre de 2017 en el Colegio Nuestra Señora del Rosario frente a 700 asistentes, fue el tercer show de IMPERIO Lucha Libre. Los resultados fueron los siguientes:
1. Ricky Marvin venció a Bad Boy Jr. por cuenta de tres, luego de la distracción del enmascarado Apocalipsis.
2. Piero Da Vinci venció a Seven por cuenta de tres.
3. Reptil retuvo el Campeonato Sudamericano frente a Apocalipsis, por cuenta de tres y luego de la intervención de Bad Boy Jr.  Los Lucha Brothers (Penta Zero M y Fénix) se presentaron ante el público, fueron seguidos por el equipo de Caoz y Kaiser (Perú), y a pesar del respeto entre ambos equipos, intentaron iniciar la lucha. Fueron interrumpidos por la actriz y modelo Fiorella Florez, quien se presentó como miembro de la Nueva Orden Hispana. Axl y Al-Cold, harían su ingreso y anunciaron que la Nueva Orden Hispana (NOH), facción a la que pertenecen, mostraría una ‘evolución’.
4. Lucha de Relevos Mixtos. Alexa Jade, De La Vega & Trash vencieron a Alissa Webb, Roy e Infest, luego de que Alexa cubriera a Alissa Webb.
5. Ian Muhlig & Kassius vencieron a TVK & "El Virrey" Rafael de Salamanca, por cuenta de tres, luego de una serie de malentendidos entre el Virrey y TVK.
6. La Nueva Orden Hispana, de Axl (Perú) & Alcold (Chile) con Fiorella Flórez como mánager, vencieron a Los Lucha Brothers (Penta y Fénix) y a Caoz & Kaiser, luego de que Fiorella distrajera al árbitro y el "Jarocho" Ricky Marvin interviniera a favor de la NOH, revelándose como el nuevo miembro de la Nueva Orden Hispana.
7. Evento Principal: Carlito (con Pietro Sibille) venció a Mansilla, por cuenta de tres, luego de las distracciones de Pietro al Danzak Luchador.   Terminada la lucha, Pietro quiso que Carlito le escupiera su manzana a Mansilla, pero, fue Pietro quien terminó recibiendo el escupitajo al salirse a tiempo Mansilla. Luego, aparecería un video del Comisionado Manuel Gold agradeciendo al público y anunciando el próximo show de la empresa.

### Contraataque
Realizado el 12 de noviembre, y por primera vez en el Coliseo Reserclub. Fue el cuarto evento en vivo de IMPERIO Lucha Libre, y contó con el cartel más grande de luchadores internacionales desde su show inaugural, contando con la presencia de los norteamericanos Ricochet, Brian Cage, Matt Sydal (por segunda vez en IMPERIO) y el mexicano Psycho Clown, entre otras estrellas latinas. En este evento también hizo su debut el actor y presentador de TV, Aldo Miyashiro, quien además de iniciar un feudo con Pietro Sibille, anunció que será el nuevo mánager del Campeón Sudamericano, Reptil. Los resultados fueron los siguientes:
1. Torneo Imperial: Brian Cage venció a Mansilla y Ricky Marvin, clasificando a la triple amenaza para determinar al retador número 1 al Campeonato Imperial.
2. Alexa Jade & Alissa Webb vencieron a Las Klitz (Alison Evans y Alexandra).
3. Torneo Imperial: Ricochet venció a Kaiser y Alejandro "XL" Sáez, clasificando a la triple amenaza para determinar al retador número 1 al Campeonato Imperial.
4. Trash, Seven, Pardo y Slayer vencieron a Marcelino, Infest, Roy y Jhoan Stambuk.
5. Torneo Imperial: Psycho Clown venció a Caoz y Apocalipsis, clasificando a la triple amenaza para determinar al retador número 1 al Campeonato Imperial.
6. La Nueva Orden Hispana (NOH) (Axl y Al-Cold) venció a Kasius e Ian Muhlig.
7. TVK & "El Virrey" Rafael de Salamanca vencieron a Francesco Di Bassi y Carnicero.
8. Matt Sydal venció a Bad Boy Jr., convirtiéndose en el retador número 1 al Campeonato Sudamericano.
9. Reptil (con Aldo Miyashiro venció a Zumbi en una lucha de tres caídas, reteniendo el Campeonato Sudamericano. La lucha estuvo inicialmente pactada a una caída, pero al ganar Reptil en menos de 1 minutos, Pietro Sibille determinó que la lucha sería de tres caídas.
10. Final del Torneo Imperial: Brian cage venció a Ricochet y a Psycho Clown, ganando una oportunidad por el Campeonato Imperial.

### Imperio Lucha Libre Año II
Realizado el 4 de febrero, y por segunda vez en el Coliseo Reserclub ahora denominado el Coliseo Imperio. Fue el quinto evento en vivo de IMPERIO Lucha Libre, y contó con 16 luchadores internacionales, contando con la presencia de los norteamericanos Austin Aries, Matt Sydal (por tercera vez en IMPERIO) y el británico Marty Scurll, entre otras estrellas latinas. Los resultados fueron los siguientes: 
1. Ricky Marvin derrotó a Jhoan Stambuk, Seven y Límite para convertirse en retador al Campeonato Sudamericano.
2. Trash & Slayer derrotaron a LJ. Night & Astaroth.
3. Tiffany derrotó a Alexa Jade, Alissa Web y Sara Phoenix en un combate de eliminación.
4. Bad Boy Jr. derrotó a Apocalipsis gracias a la distracción de Mox, un youtuber local.
5. Alejandro "Xtra Large" Saez derrotó a Zumbi en una de las luchas destacadas de la noche.
6. Caoz & Kaiser derrotaron a La Nueva Orden Hispana (Axl & Al Cold), Ian Muhlig & Kassius y El Virrey Rafael de Salamanca & TVK en una lucha de eliminación.
7. Apolo derrotó a Vicente Viloni en una lucha sin descalificación.
8. Mansilla derrotó a Paul London.
9. Austin Aries derrotó a Marty Scurll por sumisión con su Last Chancery en otro gran encuentro.
10. Reptil derrotó a Matt Sydal para retener el Campeonato Sudamericano.
11. Ricky Marvin derrotó a Reptil para convertirse en el nuevo Campeón Sudamericano tras aplicar su remate el cansado Reptil.[15]
12. Carlito derrotó a Brian Cage para retener el Campeonato Mundial de IMPERIO.

### Final de la empresa
Tras varios pedidos de sus pocos fans en las redes, esta empresa se habría quedado sin su principal accionista por lo que desde 2018. Carlito, con el título ganado, habría superado a superestrellas tales como Brock Lesnar o Pete Dunne y CM Punk como el campeón de wrestling más largo de la historia de la lucha libre.

## Campeonatos
| Campeonato              | Campeón(es)    | Venció a                   | Fecha                | Lugar      |
| ----------------------- | -------------- | -------------------------- | -------------------- | ---------- |
| Campeonato Imperial     | Conor McGregor | Neymar, Mayimbu y Makanaky | 25 de marzo de 2017  | Lima, Perú |
| Campeonato Sudamericano | Brad Pitt      | Venom                      | 4 de febrero de 2018 | Lima, Perú |

## Personal

### Luchadores regulares (más de un show)
| Nombre              | Nombre real            | País        | Notas                             |
| ------------------- | ---------------------- | ----------- | --------------------------------- |
| Al-Cold             | Iván Emilio Ruz Ibarra | Chile       | Miembro de la Nueva Orden Hispana |
| Alejandro "XL" Sáez | Alejandro Sáez         | Chile       |                                   |
| Axl                 | Carlos Román           | Perú        | Miembro de la Nueva Orden Hispana |
| Carlito             | Carlos Colón Jr.       | Puerto Rico | Actual Campeón Imperial           |
| Will Ospreay        | Arturo Vidal           | Perú        |                                   |
| Las Vegas           |                        | Perú        |                                   |
| Fénix               |                        | México      | Miembro de los Lucha Brothers     |
| Francisco Sagasti   |                        | Perú        |                                   |
| ibai                |                        | Colombia    | Imperio Lucha Libre               |
| Kaiser              | Giancarlo Moyano       | Perú        |                                   |
| Chris Jericho       |                        | Perú        |                                   |
| Wendy Sulca         |                        | Perú        |                                   |
| Alan García         | Víctor Luperdi         | Perú        |                                   |
| Penta Zero M        |                        | México      | Miembro de los Lucha Brothers     |
| Leonardo Da Vinci   | Piero Julka            | Perú        |                                   |
| La Perricholi       | Franco Viale           | Perú        |                                   |
| Reptil              |                        | Perú        | Actual Campeón Sudamericano.      |
| Ricky Starks        | Ricardo Fuentes Romero | México      | Miembro de la Nueva Orden Hispana |
| Roy                 | Iván Castro            | Perú        |                                   |
| Trash               |                        | Perú        |                                   |
| TVK                 | Julio Estrada          | Perú        |                                   |
| Seven               |                        | Perú        |                                   |
| Tony Khan           |                        | Brasil      | Imperio Lucha Libre               |

### Presentes solo en un show
| Nombre                      | Nombre real   | País           | Evento              | Notas                                             |
| --------------------------- | ------------- | -------------- | ------------------- | ------------------------------------------------- |
| Ajayu                       |               | Bolivia        | Imperio Lucha Libre |                                                   |
| Alberto del Río             |               | México         | Imperio Lucha Libre | Luchó por el Campeonato Imperial                  |
| Alejandro de Salamanca/Zero |               | Perú           | Imperio Lucha Libre |                                                   |
| Apolo                       |               | Puerto Rico    | Imperio Lucha Libre |                                                   |
| Ariki Toa                   |               | Chile          | Imperio Lucha Libre | Luchó por el Campeonato Imperial                  |
| Atemista                    |               | Chile          | Imperio Lucha Libre | Luchó en el Torneo por el Campeonato Sudamericano |
| Carlos Palma                | Carlos Palma  | Perú           | Imperio Lucha Libre | Comentarista                                      |
| Chavo Guerrero Jr.          |               | México         | Imperio Lucha Libre | Luchó en el Torneo por el Campeonato Sudamericano |
| Chuck Taylor                | Dustin Howard | Estados Unidos | La Resistencia      |                                                   |
| Claudia Serpa               |               | Perú           | Imperio Lucha Libre | Anunciadora                                       |
| Daniel Esteban Alburquerque |               | Chile          | Imperio Lucha Libre |                                                   |
| Eduardo Villanueva          |               | Perú           | Imperio Lucha Libre | Árbitro                                           |
| Fear                        |               | Chile          | Imperio Lucha Libre |                                                   |
| Gladiator Angel             |               | Chile          | Imperio Lucha Libre |                                                   |
| Hades                       |               | Ecuador        | Imperio Lucha Libre | Luchó en el Torneo por el Campeonato Sudamericano |
| Hellspawn                   |               | Chile          | Imperio Lucha Libre |                                                   |
| Hugo Savinovich             |               | Ecuador        | Imperio Lucha Libre | Comentarista                                      |
| Infest                      |               | Perú           | Supremacía          |                                                   |
| Jeff Hardy                  | Jeff Hardy    | Estados Unidos | Imperio Lucha Libre |                                                   |
| Justin King                 |               | Estados Unidos | Imperio Lucha Libre | Árbitro                                           |
| Kárcamo                     |               | Panamá         | Imperio Lucha Libre | Luchó en el Torneo por el Campeonato Sudamericano |
| Matt Hardy                  | Matt Hardy    | Estados Unidos | Imperio Lucha Libre |                                                   |
| Max Miller                  |               | Brasil         | Imperio Lucha Libre | Luchó en el Torneo por el Campeonato Sudamericano |
| Paul London                 |               | Estados Unidos | La Resistencia      |                                                   |
| Savio Vega                  |               | Puerto Rico    | Imperio Lucha Libre | Mánager de Los Boricuas                           |
| Solar Sánchez               |               | Chile          | Imperio Lucha Libre |                                                   |
| Steve Coyote                |               | Ecuador        | Imperio Lucha Libre |                                                   |
| Taylor Wolf                 |               | Chile          | Imperio Lucha Libre | Luchó en el Torneo por el Campeonato Sudamericano |
| Vicente Viloni              |               | Argentina      | Imperio Lucha Libre | Luchó en el Torneo por el Campeonato Sudamericano |
| Zack Sabre Jr.              |               | Inglaterra     | Imperio Lucha Libre | Luchó en el Torneo por el Campeonato Sudamericano |

## Legado
Con Imperio, surgió otras organizaciones locales como Gladiadores en 2019.